# 倒根蓼
倒根蓼（学名：Polygonum ochotense）为蓼科蓼属下的一个种。

## 扩展阅读
維基物種上的相關：倒根蓼